# Брэндс, Терри
Те́рри Майкл Брэндс (англ. Terry Michael Brands; род. 9 апреля 1968, Шелдон) — американский борец вольного стиля и тренер. Призёр Олимпийских игр, двукратный чемпион мира, двукратный обладатель Кубка мира, трёхкратный чемпион США по версии All-American и двукратный по версии NCAA. Брат-близнец Тома Брэндса, олимпийского чемпиона 1996 года по вольной борьбе.

## Биография
В 1985—1987 годах становился чемпионом США среди юниоров.
В 1993 году вместе с братом-близнецом Томом завоевал звание чемпиона мира. Таким образом братья Брэндс стали первыми братьями в США, которые выиграли титулы чемпиона мира по борьбе в одном и том же году. В 1994 году стал обладателем Кубка мира, но на чемпионате мира, также как и Том Брэндс, остался лишь на 11-м месте. В 1995 году стал победителем Панамериканских игр, Кубка мира и чемпионата мира. С 1993 по 1995 год побеждал на чемпионатах США.
Пытался пройти отбор в национальную сборную на летние Олимпийские игры 1996 года в Атланте, но в трёхматчевом противостоянии уступил Кендаллу Кроссу, который позднее и выиграл Олимпиаду в весовой категории до 57 килограммов (лёгкий вес).
В отличие от брата Тома, ставшего олимпийским чемпионом 1996 года в весовой категории до 62 килограммов, не закончил борцовскую карьеру.
Выступил на Олимпийских играх 2000 года в Сиднее, где завоевал бронзовую медаль в весовой категории до 58 кг.
Ещё будучи борцом в 1992—2000 годах работал помощником главного тренера в клубе Iowa Hawkeyes Университета Айовы. Затем был помощником главного тренера в Университете штата Небраска (2000—2001) и в Северном Университете штата Монтана (2001—2002). Три года работал главным тренером в Университете штата Теннесси (2002—2005). С 2005 по 2008 год был тренером национальной сборной США, где тренировал, в том числе чемпиона мира 2006 года Билла Задика и олимпийского чемпиона 2008 года Генри Сехудо. В конце 2008 году вернулся в клуб Iowa Hawkeyes и стал помощником главного тренера — своего брата Тома.
Окончил Университет Айовы, имеет степень бакалавра физической культуры.
Женат, имеет сына и дочь.

## Признание
- В 1993 году братья Брэндсы были обладателями приза Джона Смита, вручаемого лучшему борцу-вольнику года в  США.[4]
- В 2001 году введен в Зал славы борьбы штата Айова.
- В 2006 году введен в Зал национальной славы борьбы США.
- В 2014 году назван тренером года по вольной борьбе (премия Терри Маккэнна) в США.